# Новое Азмеево
Новое Азмеево (баш. Яңы Әзмей) — деревня в Бакалинском районе Республики Башкортостан Российской Федерации. Входит в состав Дияшевского сельсовета. 

## География

### Географическое положение
Расстояние до:
- районного центра (Бакалы): 23 км,
- центра сельсовета (Дияшево): 8 км,
- ближайшей ж/д станции (Туймазы): 75 км.

## Население
| 2002 | 2009 | 2010 |
| ---- | ---- | ---- |
| 92   | ↘85  | ↘77  |

Согласно переписи 2002 года, преобладающие национальности — татары (94 %), русские (6 %).